# Nicolaas van Staphorst

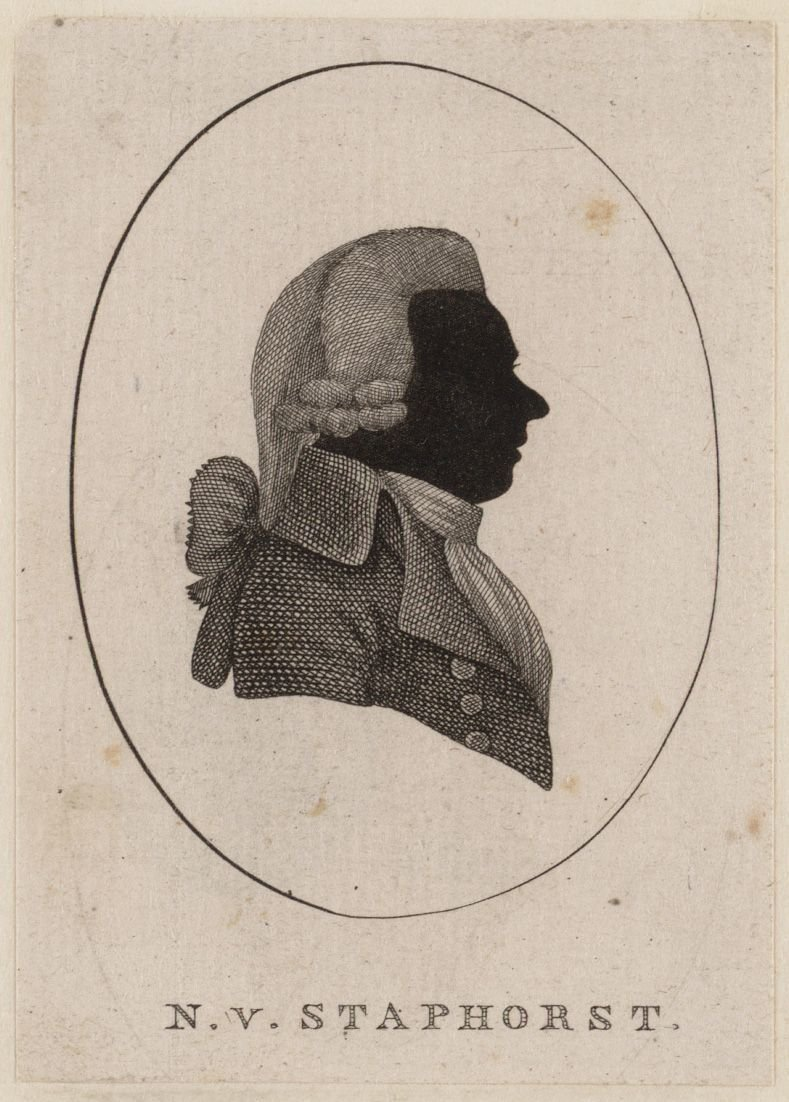

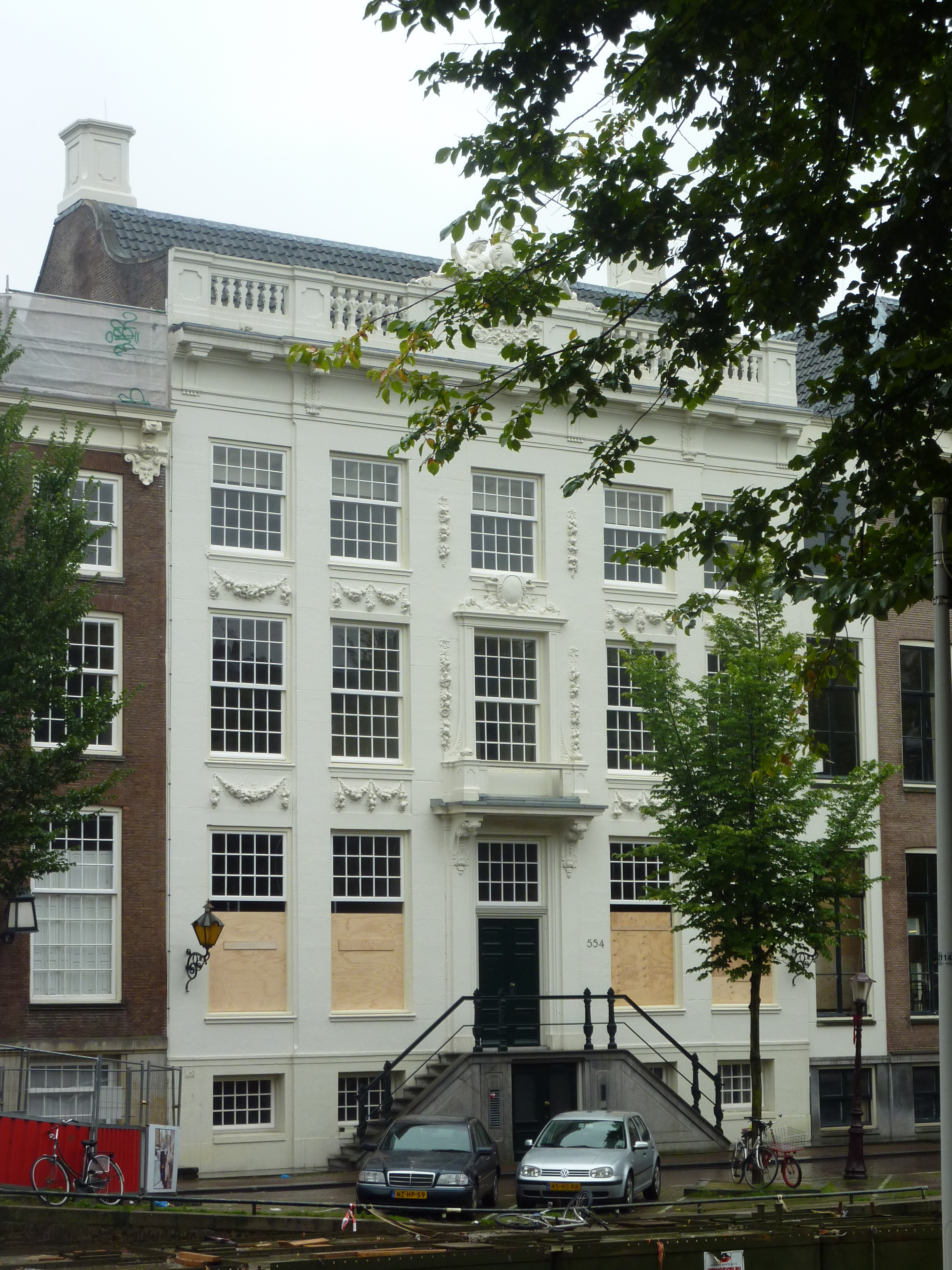
Voormalige woning van Nicolaas van Staphorst aan de Herengracht 554

Nicolaas van Staphorst (Amsterdam, 14 januari 1742 – aldaar, 14 juni 1801) was een Amsterdamse bankier en conservatief Patriot. Hij was in september 1787 niet uitgeweken naar Noord-Frankrijk, zoals zijn broer Jacobus, later prominent lid van het Comité Revolutionair. Hij zat een jaar in de Eerste Nationale Vergadering en woonde op Herengracht 554.
In 1782 voerden de broers besprekingen met John Adams over een lening aan de Verenigde Staten, met een waarde van vijf miljoen gulden, destijds een aanzienlijk bedrag. Er werd een syndicaat gevormd tussen de Staphorsten, de Willinks en De la Lande & Fijnje om de eerste buitenlandse lening aan de VS te organiseren. Tot 1794 volgden er nog elf leningen met een totaal van 29 miljoen gulden aan de jonge staat.
De Gebroeders Van Staphorst waren in 1789, samen met Gerrit, de broer van Rutger Jan Schimmelpenninck, deelnemers aan de Holland Land Company, een maatschappij, die investeerde in het noordwesten van de staat New York. In 1791/2 werd een groot gebied aangekocht ten oosten van het Ontariomeer. Omdat buitenlanders geen grond mochten kopen, werden er agenten aangesteld, zoals Theophile Cazenove, Gerrit Boon en Gerard Mappa die het beheer voerden. Een van de bijkantoren stond in Batavia (New York).
Al in begin 1788 had Nicolaas verkondigd dat “deskundigen” een nieuwe grondwet moesten ontwerpen voor het moment dat de patriotse revolutie zou plaatsvinden. Naar het voorbeeld van Amerika vond hij toen dat de zeven gewesten hun soevereiniteit moesten opgeven en ook de Generaliteitslanden in het bestuur moesten opnemen. Er zou een geheel nieuwe constitutie moeten komen waarin de invloed van het volk op de verkiezing van regenten vastgelegd zou worden.
Nicolaas van Staphorst en de geheime politiek gezelschappen waaraan hij het stuk had voorgelegd, waren van mening dat er geen prijsvraag diende te komen, maar dat Johan Valckenaer en zijn vrienden de meest aangewezen personen waren om een Nederlandstalige constitutie te ontwerpen. Samuel Iperusz Wiselius, Cornelis Rudolphus Theodorus Krayenhoff, Willem van Irhoven van Dam, Jacob Blaauw en hij verzochten generaal Pichegru in 1795 om de vrijheidsboom te planten en vrijheid, gelijkheid en broederschap te realiseren. Men sprak elkaar aan met burger, zelfs een nieuwe kalender zou moeten worden ingevoerd zodat ook de maanden gelijk zouden zijn. Eind november moesten hij en Alexander Gogel naar Bremen vluchtten, vanwege een partij wapens gevonden op het Bickerseiland.
In 1797 schreef Van Staphorst nog een pamflet waarin hij zich sterk maakte voor een van de voorstellen voor een grondwet. Daarna werd hij ziek en in 1799 trok hij zich terug uit het politieke leven. Zijn weduwe, Maria van Beeftinck, de dochter van een Rotterdamse suikerraffinadeur, bewoonde Herengracht 609 vanaf 1809.